# Emelie Lövgren
Emelie Susanne Asplund Lövgren, född 3 juli 1990, är en svensk fotbollsspelare (försvarare). Hon har tidigare spelat för Piteå IF, norska Arna-Bjørnar och Djurgårdens IF. 

## Karriär
Lövgren började spela fotboll som femåring i Storfors AIK.
Lövgren spelade för Piteå IF i Damallsvenskan 2009. Inför säsongen 2010 gick hon till Sunnanå SK. 2011 återvände Lövgren till Piteå IF. 2018 blev hon svensk mästarinna med Piteå IF. Efter säsongen 2019 lämnade hon Piteå och hade då spelat totalt 160 matcher i Damallsvenskan för klubben.
Inför säsongen 2020 gick Lövgren till norska Arna-Bjørnar. Efter två säsonger i Norge skrev hon inför säsongen 2022 på ett treårskontrakt med Djurgårdens IF. I juni 2023 lämnade Lövgren klubben.